# Molí de l'Ingla
Molí de l'Ingla és una masia situada al municipi de Lladurs, a la comarca catalana del Solsonès.
És una masia amb important implantació històrica i social al municipi, documentada ja al segle XVII. Està situada a una alçada de 554 m, just a sota de la masia de l'Ingla, i a uns 50 metres de la Ribera Salada.
És una masia tradicional, amb parets de pedra vista, arcs i dovelles, i actualment l'habitatge i els coberts es troben en força mal estat. La porta d'entrada és un arc escarser de dovelles de pedra, que es troben en força mal estat, ja que s'han mogut i han alterat la forma original de l'arc.
Uns 170 metres riu avall es troba el Pont del Molí d'Ingla que permetia el pas al molí des del camí de Querol.